# Régent (diamant)
Pour les articles homonymes, voir Régent.
Le Régent est un diamant blanc découvert en 1698 à Golconde, en Inde du Sud. Il tient son nom du régent Philippe d'Orléans, l'un de ses premiers acquéreurs. Une des pierres précieuses les plus remarquables parmi les joyaux de la Couronne de France, considéré comme le diamant le plus pur et le plus beau du monde, arboré entre autres par le roi Louis XV, la reine Marie-Antoinette et l'empereur Napoléon Ier, il est conservé depuis 1887 au Musée du Louvre.

## Description et histoire

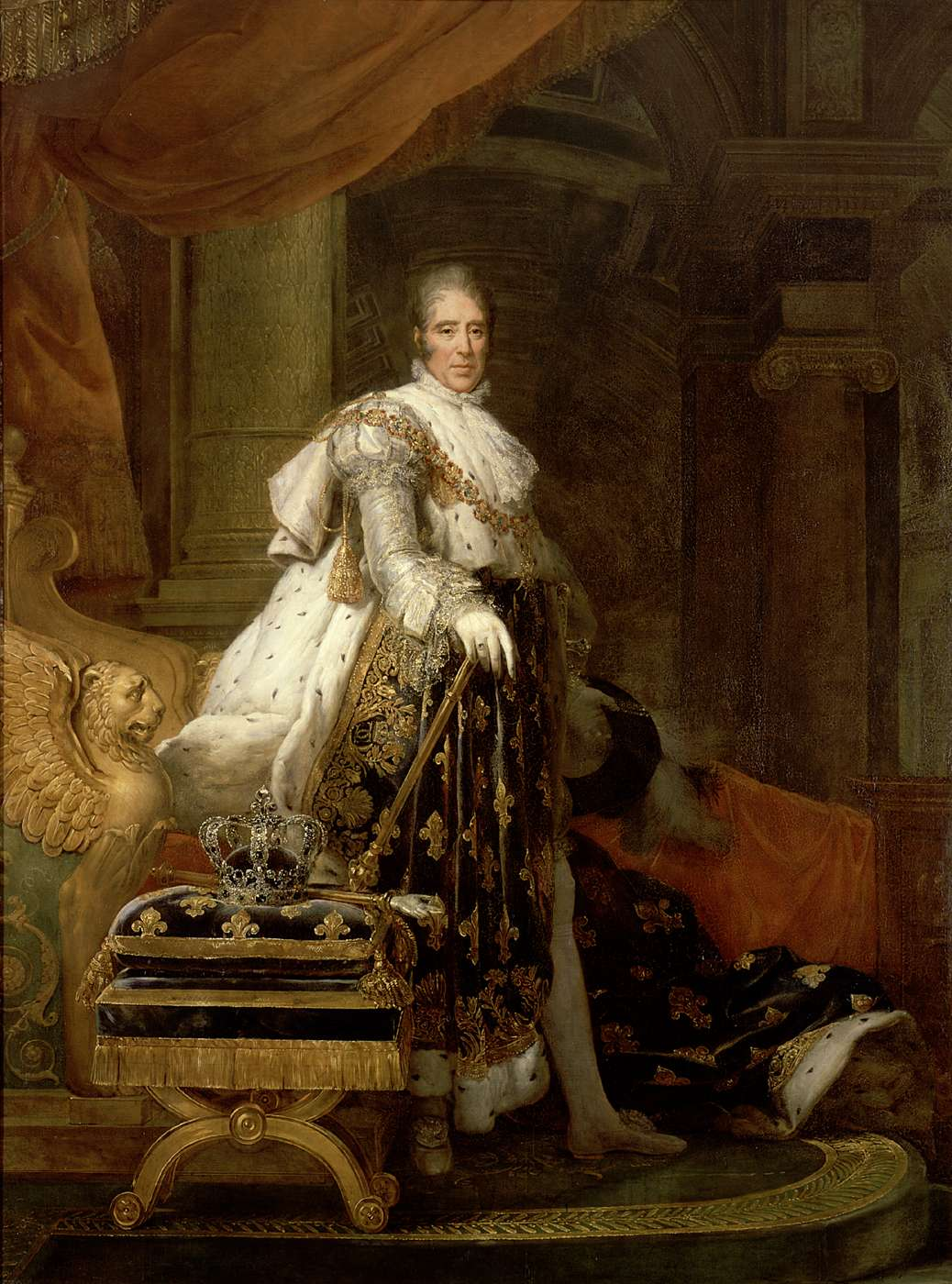
Charles X par François Gérard (1825) musée du Prado.Charles X porta le Régent sur la couronne royale lors de son couronnement.

D'abord désigné sous le nom de « Jamchand », le Régent pesait 426 carats (85,2 g) lors de sa découverte à Golconde, en 1698. La légende veut que ce soit un esclave qui le trouva et le cacha dans sa jambe en s'ouvrant la chair, bien que ce soit peu probable vu la dimension de la pierre.
Thomas Pitt, alors gouverneur de Madras, en fait l'acquisition pour 20 400 livres sterling. Réduit à 140,5 carats (28,1 g) par le joaillier londonien Harris, qui le taille en brillant entre 1704 et 1706, il est revendu en 1717 pour 650 000 livres tournois à Philippe, duc d'Orléans et régent de France; c'est de cette charge, exercée par Philippe d'Orléans de 1715 à 1723, que le diamant tire son nom. Depuis, il fait partie[pourquoi ?] des joyaux de la Couronne de France. En 1722, Louis XV, qui a atteint sa majorité, c'est-à-dire l'âge de treize ans, porte le diamant sur sa couronne lors de son sacre. 
Louis XVI l'utilise également pour son sacre et, comme l'ancien roi, le porte parfois épinglé à son chapeau. Marie-Antoinette le portera aussi souvent comme bijou[réf. nécessaire]. En 1792, durant la Révolution, le diamant est volé en même temps que le Bleu de France et d'autres pierres, mais il est retrouvé dès l'année suivante, dans un hôtel de l'ancienne allée des Veules, un chemin malfamé où se trouve actuellement l'avenue Montaigne. En 1797, il est mis en gage par le gouvernement, notamment pour financer la campagne de l'armée d'Italie, commandée par le général Bonaparte contre les Autrichiens. Il est cependant racheté cinq ans plus tard par Bonaparte, Premier consul.
En 1804, Napoléon Ier arbore le Régent sur la garde de son épée lors de son sacre. En 1812, il figure sur le pommeau de son glaive impérial. L'impératrice Marie-Louise l'emporte sur la route de l'exil, mais son père François Ier restitue ensuite à la France et à Louis XVIII cette pierre inaliénable.
En 1825, Charles X porte le Régent sur la couronne royale lors de son couronnement. Lors de bals aux Tuileries, il scintille au front de l'impératrice Eugénie, qui le fait sertir sur le diadème grec de sa parure de diamants.
En 1887, il échappe avec d'autres gemmes historiques à la vente des diamants de la couronne, organisée par la République. Une partie des joyaux de la Couronne de France est alors vendue aux enchères : les joailliers français Boucheron et Bapst et l'Américain Tiffany & Co. participent activement à cette vente et « achevèrent de dépecer la plupart des joyaux pour en réutiliser les pierres ».
Le Régent, conservé sous le numéro d'inventaire MV 1017, est aujourd'hui exposé dans la galerie d'Apollon du Louvre.
Sous l'Occupation, il est caché dans le plâtre scellant le marbre d'une cheminée du château de Chambord.